# 斧道
斧道（おのどう）は、神道発想流斧術を現代武道化したものである。様々な団体が独自のルールで活動しているが、ここでは全日本槍道連盟ならびに全日本斧道連盟が行うものについて解説する。

## 歴史
2015年（平成27年）4月に神道発想流斧術を参考にして全日本槍道連盟独自の斧道を制定している。

## 斧
演武や稽古で使用する斧は長さ126cmのものを使用する。

## 演武
「打」「仕」を基に基本技十本、応用技十本が制定され、二組の出場者が既定の術技を仕打交代で演武する。

## 段級・称号
全日本槍道連盟が段級位および称号（範士、教士、錬士）を授与している。